# اللغة الهولندية القديمة
اللغة الهولندية القديمة/الفرانكونية الواطئة القديمة هي اللغة المتحدث بها في البلدان المنخفضة في العصور الوسطى المبكرة من القرن الخامس وحتى القرن الثاني عشر الميلادي.

## علاقتها بالهولندية الوسطى

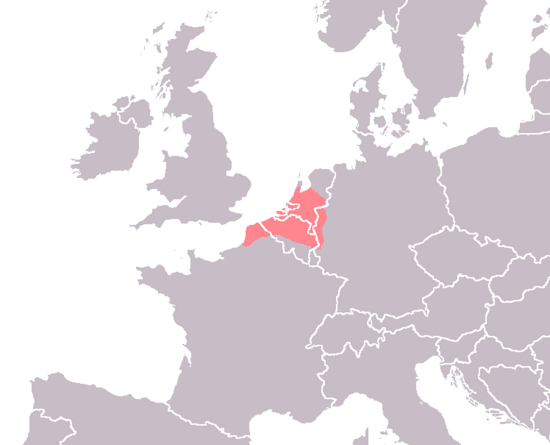
المنطقة التي كان يتحدث بها الهولندية القديمة.